# العلاقات الأفغانية السورينامية
العلاقات الأفغانية السورينامية هي العلاقات الثنائية التي تجمع بين أفغانستان وسورينام.

## مقارنة بين البلدين
هذه مقارنة عامة ومرجعية للدولتين:
| وجه المقارنة                                              | أفغانستان                    | سورينام                        |
| --------------------------------------------------------- | ---------------------------- | ------------------------------ |
| المساحة (كم2)                                             | 652.23 ألف                   | 163.27 ألف                     |
| عدد السكان (نسمة)                                         | 34.94 مليون                  | 563.40 ألف                     |
| الكثافة السكانية (ن./كم²)                                 | 53.57                        | 3.45                           |
| العاصمة                                                   | كابل                         | باراماريبو                     |
| اللغة الرسمية                                             | اللغة البشتوية، اللغة الدرية | اللغة الهولندية                |
| العملة                                                    | أفغاني                       | دولار سورينامي، غيلدر سورينامي |
| الناتج المحلي الإجمالي (بليون دولار)                      | 20.82 مليار                  | 3.32 مليار                     |
| الناتج المحلي الإجمالي (تعادل القوة الشرائية) بليون دولار | 62.62 مليار                  | 9.07 مليار                     |
| الناتج المحلي الإجمالي الاسمي للفرد دولار أمريكي          | 594                          | 9.48 ألف                       |
| الناتج المحلي الإجمالي للفرد دولار أمريكي                 | 1.93 ألف                     | 16.64 ألف                      |
| مؤشر التنمية البشرية                                      | 0.479                        | 0.714                          |
| رمز المكالمات الدولي                                      | +93                          | +597                           |
| رمز الإنترنت                                              | .af                          | .sr                            |
| المنطقة الزمنية                                           | ت ع م+04:30                  | 00                             |

## منظمات دولية مشتركة
يشترك البلدان في عضوية مجموعة من المنظمات الدولية، منها:
| علم المنظمة | اسم المنظمة                        | تاريخ انضمام أفغانستان | تاريخ انضمام سورينام |
| ----------- | ---------------------------------- | ---------------------- | -------------------- |
|             | يونسكو                             | 4 مايو 1948            | 16 يوليو 1976        |
|             | وكالة ضمان الاستثمار متعدد الأطراف | 16 يونيو 2003          | 2 يوليو 2003         |
|             | الأمم المتحدة                      | 19 نوفمبر 1946         | 4 ديسمبر 1975        |
|             | الاتحاد البريدي العالمي            | ?                      | ?                    |
|             | البنك الدولي للإنشاء والتعمير      | 14 يوليو 1995          | 27 يونيو 1978        |
|             | منظمة التعاون الإسلامي             | ?                      | ?                    |
|             | منظمة حظر الأسلحة الكيميائية       | ?                      | ?                    |
|             | مؤسسة التمويل الدولية              | 23 سبتمبر 1957         | 1 سبتمبر 2011        |
|             | الاتحاد الدولي للاتصالات           | 12 أبريل 1928          | 15 يوليو 1976        |
|             | منظمة الشرطة الجنائية الدولية      | ?                      | ?                    |

## وصلات خارجية
- موقع وزارة الخارجية الأفغانية
- موقع وزارة الخارجية السورينامية